# Pa t'mentir
 (septembre 2023).
 (septembre 2023).
Pa t'mentir est une émission de télévision de type magazine de société québécois réalisée par Marilyn Cooke, produite par Trio Orange, et mise en ligne le 2 février 2022 sur ICI TOU.TV.
La deuxième saison sera mise en ligne également sur TOU.TV, avec le soutien du Fonds Bell. Cette deuxième saison contiendra huit épisodes d’une durée de 20 minutes. Le concept est l'idée originale de Schelby Jean-Baptiste & Simone Béatrice Gravel.

## Synopsis
Pa t’mentir est une série web qui s’engage à déconstruire certaines idées reçues et cherche à démystifier certains tabous encore présents au sein des communautés noires et multiethniques québécoises dans le but de créer des ponts entre les cultures.
Le titre renvoie directement à une expression populaire au sein de la communauté haïtienne du Québec prononcée en début ou en fin de phrase comme gage de convivialité et d’authenticité !
Pa t’mentir, c’est la promesse que nous fait Schelby Jean-Baptiste et ses deux acolytes, Keithy Antoine et Irdens Exantus. Les sujets abordés durant les émissions font directement échos à leurs questionnements et leurs expériences personnelles.
Schelby, Keithy et Irdens parlent de sujets délicats avec cœur et franchise, et poussent leurs réflexions avec l’aide de leurs invités, qu’ils soient des artistes, des penseurs et penseuses ou des spécialistes.

## Fiche technique
- Société de production : Trio Orange
- Productrice déléguée : Anaëlle Béglet
- Réalisatrice et scénariste : Marilyn Cooke
- Directeur photo : Pierre-Étienne Bordeleau (saison 1), Joel Provencher (saison 2)
- Directrice artistique : Mélodie Lehoux (saison 2)
- Idée originale : Schelby Jean-Baptiste & Simone Béatrice Gravel
- Recherchiste : Simone Béatrice Gravel

### Distribution
- Schelby Jean-Baptiste : Animatrice[2]
- Irdens Exantus : Animateur[6]
- Keithy Antoine : Animatrice [7]

## Épisodes

### Saison 1
| № | Titre                                         | Première diffusion | Code de prod. |
| --- | --------------------------------------------- | ------------------ | ------------- |
| 1 | Les cheveux afros                             | 2022-02-02         | 101           |
| Schelby, Keithy et Irdens se demandent ce que représentent les cheveux afros dans la culture noire ainsi que dans la culture québécoise. Les cheveux afros ont souvent été associés à des préjugés raciaux synonymes de pauvreté ou de saleté. Nos cheveux naturels peuvent-ils encore être un obstacle à notre acception?                                     |                                               |                    |               |
| 2 | La santé mentale chez les communautés noires  | 2022-02-02         | 102           |
| La santé mentale est encore au cœur de préjugés dans notre société. Ça ne fait pas exception dans les communautés noires. Schelby, Keithy et Irdens soulèvent que, dans leur entourage, ce sujet est souvent évité. Pourquoi y est-il encore très tabou? |                                               |                    |               |
| 3 | Le profilage racial                           | 2022-02-02         | 103           |
| Il est impossible de parler des communautés noires sans aborder le profilage racial. Schelby, Keithy et Irdens mettent la lumière sur cette injustice, tout en voulant trouver des solutions concrètes, durables et inspirantes pour un Québec plus juste et sécuritaire.                                                                                      |                                               |                    |               |
| 4 | La représentativité dans le hip-hop au Québec | 2022-02-02         | 104           |
| Le mouvement hip-hop est né au sein des communautés noires et hispaniques américaines dans les années 70. Les œuvres qui en sont issues traitaient entre autres de racisme, de misère, de violence et de drogue. Pourtant au Québec, ce sont majoritairement des artistes à la peau blanche qui connaissent des succès commerciaux. Pourquoi?                  |                                               |                    |               |
| 5 | La masculinité toxique                        | 2022-02-02         | 105           |
| La masculinité toxique sévit partout; elle n’a pas de couleur de peau, de nationalité, ni même de classe sociale. Schelby, Keithy et Irdens constatent que dans leur entourage, dénoncer de tels actes est difficile. En tant que société, comment fait-on pour s’en sortir?                                                                                   |                                               |                    |               |
| 6 | Le colorisme                                  | 2022-02-02         | 106           |
| Le colorisme est un principe de hiérarchisation liée à la teinte plus foncée ou plus claire de la peau et il sévit au sein de toutes les communautés racisées. Ce phénomène bien réel est pourtant encore très tabou. D’où vient-il et comment faire pour l’enrayer?                                                                                           |                                               |                    |               |
| 7 | Les relations mixtes                          | 2022-02-02         | 107           |
| Les couples mixtes dérangent encore certaines personnes issues des communautés noires. On cherche à savoir d’où provient ce sentiment de malaise. Est-il dû à des expériences personnelles qui viennent teinter leur ressenti? Sommes-nous en droit de remettre en question la nature d’un couple? Est-ce de l’amour ou bien un choix éclairé?                 |                                               |                    |               |
| 8 | Le féminisme                                  | 2022-02-02         | 108           |
| Le féminisme gagne du terrain dans les communautés racisées du Québec. Il en existe plusieurs déclinaisons au sein des diverses communautés. Nos animatrices nous font part de la pression qu’elles ont déjà ressentie quant aux rôles (épouse/mère) qui leur étaient attribués d’office dans leur communauté. Et en tant qu’homme, comment être un bon allié? |                                               |                    |               |

### Saison 2
| № | # | Titre                                       | Première diffusion | Code de prod. |
| --- | - | ------------------------------------------- | ------------------ | ------------- |
| 9 | 1 | Le vaudou                                   | 2023-10-11         | 101           |
| On cherche à savoir pourquoi de nombreuses personnes noires ont un rapport négatif au vaudou.                                                               |   |                                             |                    |               |
| 10 | 2 | L’adoption interraciale                     | 2023-10-11         | 102           |
| On explore les défis et tabous liés à l'adoption interraciale.                                                                                              |   |                                             |                    |               |
| 11 | 3 | L’homosexualité dans les communautés noires | 2023-10-11         | 103           |
| L’homosexualité est-elle moins bien acceptée dans les communautés noires qu’ailleurs?                                                                       |   |                                             |                    |               |
| 12 | 4 | L’éducation à la sexualité                  | 2023-10-11         | 104           |
| L’éducation à la sexualité est-elle différente si l’on est une personne racisée?                                                                            |   |                                             |                    |               |
| 13 | 5 | Black Love / amour noir                     | 2023-10-11         | 105           |
| On s'intéresse à l’importance de célébrer l’amour noir et l’intention derrière ce mouvement.                                                                |   |                                             |                    |               |
| 14 | 6 | Le métissage dans les communautés noires    | 2023-10-11         | 106           |
| On explore comment une personne métisse issue de l'union de parents blanc et noir navigue entre ses cultures.                                               |   |                                             |                    |               |
| 15 | 7 | L’utilisation du mot en N                   | 2023-10-11         | 107           |
| Pourquoi l’utilisation du mot en N fait encore débat, et arrivera-t-on à un consensus sur son utilisation?                                                  |   |                                             |                    |               |
| 16 | 8 | La discrimination médicale                  | 2023-10-11         | 108           |
| Le trio à l’animation met la lumière sur la discrimination raciale dans le milieu de la santé, tout en voulant trouver des solutions concrètes et durables. |   |                                             |                    |               |

## Prix et nominations
- Meilleure émission ou série originale produite pour les médias numériques : magazine - Prix Gémeaux 37e édition[8]
- Meilleure animation pour une émission ou série produite pour les médias numériques : Variétés, magazine - Prix Gémeaux 37e édition[8]
- Capsule et websérie : Information et divertissement - Prix NUMIX 2022[9]
- Docuréalité et divertissement - Courte liste des prix Rose d'Or 2022[10]
- Nomination pour série courte non fiction - Rockie awards 2023[11]